# کنت بورک
کنت دوو بورک (انگلیسی: Kenneth Burke؛ ۵ مه ۱۸۹۷ – ۱۹ نوامبر ۱۹۹۳ (۹۶ ساله)) فیلسوف، استاد دانشگاه، جامعه‌شناس، روزنامه‌نگار، و نویسنده اهل ایالات متحده آمریکا بود.
وی یک نظریه‌پرداز ادبی آمریکایی بود که تاکنون تأثیر زیادی بر فلسفه، زیبایی‌شناسی، انتقاد و نظریهٔ لفظی قرن بیستم داشته‌است.
بورک به عنوان یک نظریه‌پرداز ادبی، برای تجزیه و تحلیل‌هایش بر اساس ماهیت دانش شناخته شده بود. علاوه بر این، او یکی از اولین افرادی بود که با لفاظی‌های سنتی‌تر مخالف بود و ادبیات را «عمل نمادین» می‌دانست. بورک نه تنها در مورد خود متون ادبی، بلکه در مورد عناصر متن هم با مخاطب تعامل داشت همانند: سابقهٔ اجتماعی، تاریخی، سیاسی، بیوگرافی نویسنده و غیره.
بورک بخاطر کارهای خود، بر اساس نظریه ادبی و انتقادش توسط راهنمای جان هاپکینز به عنوان «یکی از منتقدین غیرقابل انکار، چالش‌انگیز، با پیشرفتی نظری در آمریکا، در ادبیات قرن بیستم» ستایش شده‌است. سخنگویان و فیلسوفان درباره کار او بحث می‌کنند.
وی همچنین برندهٔ جوایزی همچون کمک‌هزینه گوگنهایم شده‌است.

## گزیده آثار
- Counter-Statement (1931)
- Permanence and Change (1935)
- Attitudes Toward History (1937)
- The Rhetoric of Hitler's "Battle" (1939)
- Philosophy of Literary Form (1941)
- A Grammar of Motives (1945)
- A Rhetoric of Motives (1950)
- Linguistic Approaches to Problems of Education (1955)
- The Rhetoric of Religion (1961)
- Language As Symbolic Action (1966)
- Here and Elsewhere (2005)
- Essays Toward a Symbolic of Motives (2006)
- Kenneth Burke on Shakespeare (2007)